# Rode pylonen
Rode pylonen is een kunstwerk in Amsterdam-Oost.
Het kunstwerk bestaande uit drie pylonen is ontworpen door Hendrik Jan van Herwijnen. Zij verrezen op het Iepenplein toen dat in de jaren 1980-1989 opnieuw werd ingericht. Aan de noordkant van het plein, waar het plein de Tweede Oosterparkstraat doorsnijdt staan twee pylonen vlak naast elkaar. De ene pyloon is daarbij recht, de tweede is geknakt. Aan de zuidkant van het plein, waar het plein de Derde Oosterparkstraat doorsnijdt staat een enkele rechte pyloon. De pylonen geven samen met de bebouwing de grenzen van de bebouwing aan. Het idee was voorts dat de kolommen met elkaar zouden communiceren. De drie pylonen staan tevens in het verlengde van beide stukken Iepenweg (ten noord en ten zuiden van het plein). Door hun grote en opvallende kleur kunnen ze ook dienen tot herkenningspunten in de wijk. De oorspronkelijke rode kleur paste destijds bij het overige rode straatmeubilair als bankjes en klimrekken.
In de eerste jaren van de 21e eeuw werd het plein weer opnieuw ingericht en kregen de pylonen gezelschap van het kunstobject Speelobjecten Iepenplein van Handle with Care. Toen vond men de rode pilaren wel wat schreeuwerig qua kleur. De kleur werd in overleg met de kunstenaar aangepast naar een donkerder tint, roestbruin.
Van Herwijnen zou nog enige bekendheid krijgen met leunsteunen.